# 1942 en Nouvelle-Écosse
Chronologie de la Nouvelle-Écosse
- 1938
- 1939
- 1940
- 1941
- 1942
- 1943
- 1944
- 1945
- 1946

Cette page concerne les événements survenus en 1942 dans la province canadienne de la Nouvelle-Écosse.

## Politique
- Premier ministre : Alexander S. MacMillan
- Chef de l'Opposition :
- Lieutenant-gouverneur : Frederick Francis Mathers puis Henry Ernest Kendall
- Législature :

## Naissances
- 26 avril : Sharon Carstairs (née à Halifax (Nouvelle-Écosse) est une personnalité politique et sénatrice canadienne.

- 27 septembre : Wayne Maxner (né à Halifax) est un joueur de hockey sur glace et entraîneur de la Ligue nationale de hockey.